# P. J. Cholapuram
P. J. Cholapuram là một thị xã panchayat của quận Kapur thuộc bang Tamil Nadu, Ấn Độ.

## Nhân khẩu
Theo điều tra dân số năm 2001 của Ấn Độ, P. J. Cholapuram có dân số 6543 người. Phái nam chiếm 50% tổng số dân và phái nữ chiếm 50%. P. J. Cholapuram có tỷ lệ 58% biết đọc biết viết, thấp hơn tỷ lệ trung bình toàn quốc là 59,5%: tỷ lệ cho phái nam là 70%, và tỷ lệ cho phái nữ là 46%. Tại P. J. Cholapuram, 10% dân số nhỏ hơn 6 tuổi.